# Juan Perinetti
Juan Nelusco Perinetti (ur. 1891 w Remedios de Escalada, zm. 31 lipca 1957) – były argentyński piłkarz grający na pozycji napastnika.

## Kariera klubowa
Perinetti swoją piłkarską karierę rozpoczął w 1906 roku jako piłkarz CA Talleres, jednocześnie będać jednym ze współzałożycieli klubu. 
W 1908 roku został piłkarzem Racing Club, gdzie występował przez dwanaście lat, w trakcie których zdobył siedem mistrzostwo Argentyny. W 1920 roku zakończył karierę - lecz po pięciu latach przerwy - w 1925 powrócił na boisko w barwach macierzystego Talleresu, któremu pomógł wygrać rozgrywki drugiej ligi argentyńskiej i awansować do argentyńskiej ekstraklasy. 
Z piłką nożną ostatecznie pożegnał się w kwietniu 1926 roku spotkaniem z Lanús. Po zakończeniu kariery pełnił funkcję prezesa Talleresu w latach 1932-1934 i 1943.

## Kariera reprezentacyjna
W reprezentacji Argentyny Perinetti występował w latach 1915-1919. W reprezentacji zadebiutował 18 lipca 1915 w wygranym 3-2 meczu z Urugwajem, którego stawką było Gran Premio de Honor Uruguayo. W 1916 uczestniczył w pierwszych oficjalnych Mistrzostwach Ameryki Południowej. Na turnieju w Argentynie wystąpił w meczach z Chile i Urugwajem.
W 1917 po raz drugi wystąpił w Mistrzostwach Ameryki Południowej. Na turnieju w Montevideo wystąpił we wszystkich trzech meczach z Brazylią, Chile i Urugwajem. W 1919 po raz trzeci wystąpił w Mistrzostwach Ameryki Południowej. Na turnieju w Rio de Janeiro wystąpił we wszystkich trzech meczach z Urugwajem, Brazylią i Chile. Ostatni raz w reprezentacji Perinetti wystąpił 7 września 1919 w przegranym 1-2 meczu z Urugwajem, którego stawką było Copa Lipton. Ogółem w barwach albicelestes wystąpił w 18 meczach.
| Mecze i gole w reprezentacji | Mecze i gole w reprezentacji | Mecze i gole w reprezentacji | Mecze i gole w reprezentacji | Mecze i gole w reprezentacji | Mecze i gole w reprezentacji | Mecze i gole w reprezentacji |
| #                            | Data                         | Miasto                       | Przeciwnik                   | Gol                          | Wynik                        | Rozgrywki                    |
| ---------------------------- | ---------------------------- | ---------------------------- | ---------------------------- | ---------------------------- | ---------------------------- | ---------------------------- |
| 1.                           | 18.07.1915                   | Montevideo                   | Urugwaj                      |                              | 3:2                          | Gran Premio                  |
| 2.                           | 06.07.1916                   | Buenos Aires                 | Chile                        |                              | 6:1                          | Copa América                 |
| 3.                           | 12.07.1916                   | Buenos Aires                 | Chile                        |                              | 1:0                          | towarzyski                   |
| 4.                           | 17.07.1916                   | Avellaneda                   | Urugwaj                      |                              | 0:0                          | Copa América                 |
| 5.                           | 15.08.1916                   | Avellaneda                   | Urugwaj                      |                              | 3:1                          | Copa Newton                  |
| 6.                           | 01.10.1916                   | Montevideo                   | Urugwaj                      |                              | 1:0                          | Gran Premio                  |
| 7.                           | 29.10.1916                   | Montevideo                   | Urugwaj                      |                              | 1:3                          | towarzyski                   |
| 8.                           | 18.07.1917                   | Montevideo                   | Urugwaj                      |                              | 2:0                          | Gran Premio                  |
| 9.                           | 15.08.1917                   | Avellaneda                   | Urugwaj                      |                              | 1:0                          | Copa Lipton                  |
| 10.                          | 03.10.1917                   | Montevideo                   | Brazylia                     |                              | 4:2                          | Copa América                 |
| 11.                          | 06.10.1917                   | Montevideo                   | Chile                        |                              | 1:0                          | Copa América                 |
| 12.                          | 14.10.1917                   | Montevideo                   | Urugwaj                      |                              | 0:1                          | Copa América                 |
| 13.                          | 21.10.1917                   | Avellaneda                   | Chile                        |                              | 1:1                          | towarzyski                   |
| 14.                          | 25.08.1918                   | Buenos Aires                 | Urugwaj                      |                              | 2:1                          | Gran Premio                  |
| 15.                          | 13.05.1919                   | Rio de Janeiro               | Urugwaj                      |                              | 2:3                          | Copa América                 |
| 16.                          | 18.05.1919                   | Rio de Janeiro               | Brazylia                     |                              | 1:3                          | Copa América                 |
| 17.                          | 22.05.1919                   | Rio de Janeiro               | Chile                        |                              | 4:1                          | Copa América                 |
| 18.                          | 07.09.1919                   | Buenos Aires                 | Urugwaj                      |                              | 1:2                          | Copa Lipton                  |

## Sukcesy

### Klubowe
Racing Club
- Primiera Division: 1913, 1914, 1915, 1916, 1917, 1918, 1919

Talleres
- Nacional B: 1925

### Reprezentacyjne
Argentyna
- srebrny medal Copa America: 1916, 1917
- brązowy medal Copa America:1919